# Cennet Mahallesi
Cennet Mahallesi är en turkisk TV-serie som producerades 2004. Serien sänds på den turkiska TV-kanalen Show TV.

## Roller
- Zeki Alasya - Komiser
- Melek Baykal - Pembe
- Buket Dereoglu - Saliha
- Müjdat Gezen - Yunus
- Erol Günaydin - Kadir Dede
- Seyla Halis - Menekşe
- Serhat Özcan - Selim
- Ali San - Ferhat
- Çagla Sikel - Sultan
- Levent Tülek - Rıza
- Özkan Ugur - Beter Ali
- Mesut Kaval - Salih 1 [1]
- Fatih Doğan - Salih 2 [2]
- Erdoğan Poyraz - Salih 3 [3]
- Emre Özcan - Salih 4 [4]
- Cumhur Arat - Salih 5 [5]